# فن اجتياز الحياة
فن اجتياز الحياة (بالإنجليزية: The Art of Getting By)‏ هو فيلم كوميديا رومانسية، وفيلم دراما، وفيلم مراهقة ‏ أُصدر في 23 يناير 2011. الفيلم تولّت فوكس سيرش لايت بيكتشرز، وGoldcrest Films ‏ توزيعه، وهو من إخراج Gavin Wiesen ‏ الذي تولّى كتابة السيناريو أيضًا.

## القصة
تقع أحداث الفيلم في نيويورك.

## طاقم التمثيل
- فريدي هايمور
- أليسيا سيلفرستون
- بلير أندروود
- Sasha Spielberg [الإنجليزية]‏
- ماركوس كارل فرانكلين
- آن دود
- ريتا ويلسون
- إليزابيث ريزر
- Sam Robards [الإنجليزية]‏
- إيما روبرتس
- مايكل أنجارانو
- آندرو ليفيتاس

## الإنتاج
صوّر الفيلم في نيويورك.

## وصلات خارجية
- فن اجتياز الحياة على موقع IMDb (الإنجليزية)
- فن اجتياز الحياة على موقع ميتاكريتيك (الإنجليزية)
- فن اجتياز الحياة على موقع روتن توميتوز (الإنجليزية)
- فن اجتياز الحياة على موقع نتفليكس (الإنجليزية)
- فن اجتياز الحياة على موقع قاعدة بيانات الأفلام العربية
- فن اجتياز الحياة على موقع ألو سيني (الفرنسية)
- فن اجتياز الحياة على موقع Turner Classic Movies (الإنجليزية)
- فن اجتياز الحياة على موقع أول موفي (الإنجليزية)
- فن اجتياز الحياة على موقع بوكس أوفيس موجو (الإنجليزية)
- فن اجتياز الحياة على موقع فيلمافينيتي (الإسبانية)